# Anna Demidova
Anna Stepanovna Demidova (in russo Анна Степановна Демидова?; Čerepovec, 26 gennaio 1878 – Ekaterinburg, 17 luglio 1918) è stata un'insegnante russa.
Era dama di compagnia della zarina Aleksandra Fëdorovna Romanova. Seguì la famiglia Romanov in esilio dopo la rivoluzione russa del 1917 e venne assassinata dai bolscevichi il 17 luglio 1918 a Ekaterinburg.

## Biografia
Anna Demidova, soprannominata "Njuta", era descritta dai contemporanei come "alta e bionda". Era figlia di Stepan Demidov, un mercante di Čerepovec e membro della duma di Čerepovec. La Demidova si diplomò insegnante presso l'istituto di Jaroslavl'.
Grande amica di Elizaveta Ėrsberg, impiegata presso la corte, era stata anche fidanzata col fratello della Ėrsberg, Nikolaj. Nel 1905 fu proprio la Ėrsberg ad ottenere per lei un posto di dama di compagnia a corte, presso la zarina. Nelle sue memorie, il tutore inglese dei figli dei Romanov, Charles Sydney Gibbes, descriveva la Demidova come una donna "di singolare timidezza e disposizione."
Anna Demidova accompagnò la zarina Alessandra, lo zar Nicola II e la granduchessa Maria a Ekaterinburg da Tobol'sk nell'aprile del 1918. I restanti figli della famiglia Romanov rimasero a Tobol'sk per la malattia dello zarevic Alessio. Dopo aver abbandonato il primo luogo di detenzione, Anna disse a Gibbes, "Sono così preoccupata dei bolscevichi, Mr. Gibbes. Non ho idea di cosa ci faranno."
La notte della fucilazione, la famiglia venne svegliata e al gruppo intero venne detto di vestirsi per un improvviso trasferimento. La Demidova prese con sé due cuscini ove aveva nascosto delle gemme. Dopo i primi colpi di pistola, la Demidova, che si era stretta al petto i cuscini, rimase solamente ferita dal momento che molti dei proiettili rimbalzarono sulle pietre al loro interno, ed esclamò "Grazie a Dio! Dio mi ha salvato!". Sentendola parlare, i bolscevichi si rivolsero verso di lei che tentò subito di fuggire e si mise ad urlare; tentò di difendersi a mani nude ma venne finita a colpi di baionetta.
Ottant'anni dopo, quando il corpo della Demidova e degli altri protagonisti della tragica uccisione vennero ritrovati, la sua pronipote, Natal'ja Demidova, prese parte al funerale che si tenne il 17 luglio 1998 nella cattedrale di Pietro e Paolo a San Pietroburgo per dare degna sepoltura ad Anna ed agli altri membri della famiglia imperiale russa ed al loro entourage.